# Dopo la tormenta
Dopo la tormenta (Out of a Clear Sky) è un film muto del 1918 diretto da Marshall Neilan. La sceneggiatura di Charles Maigne si basa su Out of a Clear Sky, romanzo di Maria Thompson Daviess pubblicato a New York nel 1917.
Fu l'ultimo film di Walter Stradling, il direttore della fotografia, che morì il 4 luglio colpito dalla spagnola.

## Trama
Durante la prima guerra mondiale, la contessa Celeste de Berseck et Krymn scappa dal Belgio per non dover sposare un principe tedesco. Suo zio Dyreck, colluso con i tedeschi, è furioso per quella fuga e si mette sulle sue tracce, arrivando fino negli Stati Uniti, dove si è rifugiata la nipote. Celeste, accortasi che Dyrek è sul suo stesso treno, cerca scampo, finendo tra le braccia di Robert Lawrence, un ricco giovanotto che promette di proteggerla. L'uomo la lascia in una capanna e poi va a cercare Dyrek. Celeste fa amicizia con un ragazzino, Bill, che le chiede di accompagnarlo da sua madre che sta per partorire. Mentre i due se ne vanno, un fulmine colpisce la capanna che viene completamente distrutta.
Quando Robert ritorna, pensa al peggio e Dyrek, dal canto suo, credendo che la nipote sia morta, ritorna in Belgio. Ma Celeste si trova nella casa di Granny White insieme a Bill. Scoprendo che Celeste è ancora viva, Robert dimostra tutta la sua felicità e le dichiara il suo amore. Celeste rinuncia così al suo titolo altisonante per diventare una felice casalinga americana.

## Produzione
Il film fu prodotto dalla Famous Players-Lasky Corporation.

## Distribuzione
Distribuito dalla Paramount Pictures e dalla Famous Players-Lasky Corporation, il film - presentato da Adolph Zukor - uscì nelle sale cinematografiche statunitensi il 22 settembre 1918. Distribuito dalla Monat, in Italia ottenne il visto di censura 16486 nell'ottobre 1921.
Non si conoscono copie ancora esistenti della pellicola che viene considerata presumibilmente perduta.